# Kazimierz Zdonek
Kazimierz Zdonek (ur. 5 stycznia 1930 w Studziankach, zm. 29 września 2018) – polski rolnik, poseł na Sejm PRL VIII kadencji.

## Życiorys
Uzyskał wykształcenie średnie, z zawodu rolnik. Do Zjednoczonego Stronnictwa Ludowego wstąpił w 1956. Zasiadał w prezydium Wojewódzkiego Komitetu partii w Lesznie i w prezydium Miejsko-Gminnego Komitetu ZSL we Wschowie. Właściciel gospodarstwa rolnego wyspecjalizowanego w hodowli trzody chlewnej. Zaangażował się w prace zarządu miejscowego Kółka Rolniczego i w Gminnej Spółdzielni „Samopomoc Chłopska”. Zasiadł w Radzie Centralnego Związku Spółdzielczości Rolniczej. W 1980 uzyskał mandat posła na Sejm PRL w okręgu Leszno. Zasiadał w Komisji Handlu Wewnętrznego, Drobnej Wytwórczości i Usług, Komisji Rolnictwa i Przemysłu Spożywczego, Komisji Rolnictwa, Gospodarki Żywnościowej i Leśnictwa oraz Komisji Nadzwyczajnej do rozpatrzenia projektu ustawy o radach narodowych i samorządzie terytorialnym.

## Odznaczenia
- Krzyż Kawalerski Orderu Odrodzenia Polski
- Srebrny Krzyż Zasługi